# Canton de Saint-Germain-en-Laye
Le canton de Saint-Germain-en-Laye est une circonscription électorale française du département des Yvelines.

## Histoire

### Seine-et-Oise (1793-1967)
Un premier canton de Saint-Germain a existé dans le département de Seine-et-Oise de 1793 à 1967.
Ce canton est scindé en deux en 1964 pour former le nouveau canton de Chatou, avant d'être à nouveau scindé et supprimé en 1967 à l'occasion de la création du département des Yvelines pour former les cantons de Saint-Germain-en-Laye-Nord et Saint-Germain-en-Laye-Sud.

### Yvelines (depuis 2015)
Ces deux cantons sont supprimés à leur tour lors du Redécoupage cantonal de 2014 en France, qui est entré en vigueur à l'occasion des premières élections départementales suivant le décret du 21 février 2014. 
Les conseillers départementaux sont, à compter de ces élections, élus au scrutin majoritaire binominal mixte. Les électeurs de chaque canton élisent au Conseil départemental, nouvelle appellation du Conseil général, deux membres de sexe différent, qui se présentent en binôme de candidats. Les conseillers départementaux sont élus pour 6 ans au scrutin binominal majoritaire à deux tours, l'accès au second tour nécessitant 12,5 % des inscrits au 1er tour. En outre la totalité des conseillers départementaux est renouvelée. Ce nouveau mode de scrutin nécessite un redécoupage des cantons dont le nombre est divisé par deux avec arrondi à l'unité impaire supérieure si ce nombre n'est pas entier impair, assorti de conditions de seuils minimaux. Dans les Yvelines, le nombre de cantons passe ainsi de 39 à 21.
Le nouveau canton de Saint-Germain-en-Laye est formé de communes des anciens cantons de Saint-Germain-en-Laye-Sud (2 communes), de Saint-Nom-la-Bretèche (1 commune), du Pecq (3 communes) et d'Andrésy (1 commune). Il est entièrement inclus dans l'arrondissement de Saint-Germain-en-Laye. Le bureau centralisateur est situé à Saint-Germain-en-Laye.

## Représentation

### Conseillers généraux de 1833 à 1967 (Seine-et-Oise)
| Période | Période      | Identité                           | Étiquette   | Qualité |
| ------- | ------------ | ---------------------------------- | ----------- | --- |
| 1833    | 1848         | Alexandre Marie Denis              |             | Notaire, conseiller municipal de Saint-Germain-en-Laye |
| 1848    | 1874         | Xavier Jules de Saguez de Breuvery |             | Géographe et archéologue Propriétaire et maire de Saint-Germain-en-Laye |
| 1874    | 1898         | Frédéric Passy                     | Républicain | Journaliste, propriétaire au Désert-de-Retz, à Chambourcy Député de la Seine (1881-1889) Prix Nobel de la paix (1901)                                                                      |
| 1898    | 1919         | Casimir Léon Desoyer               | Rad.        | Négociant, maire de Saint-Germain-en-Laye (1896-1904) |
| 1919    | 1940 (décès) | Henry Bertrand                     | RG          | Maire de Saint-Germain-en-Laye (1919-1929) Président du Conseil général de Seine-et-Oise (1935-1940)                                                                                       |
|         |              |                                    |             | |
| 1943    | 1945         | Georges Dessoudeix (1889-1947)     |             | Poète, auteur dramatique, critique littéraire, chroniqueur radiophonique, journaliste, rédacteur en chef de Paris-Soir Maire du Vésinet (1941-1944) Nommé conseiller départemental en 1943 |
|         |              |                                    |             | |
| 1945    | 1951         | Henri Marty                        | MRP puis SE | Ancien élève des HEC, officier de réserve, Président du conseil général de Seine-et-Oise (1948-1949)                                                                                       |
| 1951    | 1964         | Jacques Mollard (1898-1974)        | RS puis UNR | Négociant en fer et charbon Maire de Saint-Germain-en-Laye (1949-1950 et 1950-1959) |
| 1964    | 1967         | Jean Chastang (1916-2002)          | DVD         | Directeur de société Maire de Saint-Germain-en-Laye (1965-1977) Elu en 1976 dans le Canton de Saint-Germain-en-Laye-Nord                                                                   |

### Conseillers d'arrondissement du canton de Saint-Germain-en-Laye (de 1833 à 1940)
Le canton de Saint-Germain-en-Laye  appartenait à l'arrondissement de Versailles.
| Période                                  | Période      | Identité                                                | Étiquette           | Qualité |
| ---------------------------------------- | ------------ | ------------------------------------------------------- | ------------------- | --- |
| 1833                                     | 1839 (décès) | Baron Louis Régnault (1770-1839)                        |                     | Intendant militaire retraité, Saint-Germain-en-Laye |
| 1839                                     | 1845         | Louis Alexandre Ducastel (1793-1872)                    |                     | Notaire honoraire, Saint-Germain-en-Laye |
|                                          |              |                                                         |                     | |
| 1848                                     | 1861         | Jean Quentin de Villiers                                |                     | Maire de Saint-Germain-en-Laye (1845-1855) |
| 1861                                     | 1871         | Comte Alfred François Joseph de Beaurepaire (1806-1885) |                     | Saint-Cyrien (1822-1824), Garde du corps de deuxième classe, Lieutenant, Officier aux Gardes du Corps du Roi Charles X, propriétaire à Saint-Germain-en-Laye |
| 1871                                     | 1874         | M. Campenon                                             |                     | Avocat, propriétaire à Croissy-sur-Seine |
| 1874                                     | 1892         | Roger de Nézot                                          | Républicain radical | Conseiller municipal de Saint-Germain-en-Laye |
| 1892                                     | 1901         | Aimé Joseph Guillaume Foucault (1845-1918)              | Radical             | Avoué à Paris, ancien maire du Vésinet (1887-1888) |
| 1901                                     | 1913         | M. Maurice                                              | Radical             | Conseiller municipal de Maisons-Laffitte |
| 1913                                     | 1918 (décès) | Charles-Emile Lévêque                                   |                     | Premier adjoint au maire de Saint-Germain-en-Laye |
| 1918                                     | 1919         | siège vacant                                            |                     | |
| 1919                                     | 1929 (décès) | Eugène Gilbert (1857-1929)                              |                     | Architecte à Chatou |
| 1929                                     | 1930 (décès) | Raymond Mallet (1859-1930)                              |                     | Pharmacien, aire de Croissy-sur-Seine (1921-1930) |
| 1930                                     | 1931         | Henri Cloppet (1876-1934)                               | URD                 | Ancien chef de cabinet du Préfet de Seine-et-Oise, maire du Vésinet (1929-1934)                                                                              |
| 1931                                     | 1940         | Jules Ramas (1869-1963)                                 | URD                 | Ingénieur des Arts et Métiers, propriétaire, maire de Chatou                                                                                                 |
| 1940                                     |              |                                                         |                     | Les conseils d'arrondissement ont été suspendus par la loi du 12 octobre 1940 et n'ont jamais été réactivés                                                  |
| Les données manquantes sont à compléter. |              |                                                         |                     | |

### Conseillers départementaux depuis 2015
| Période élective | Période élective | Mandat | Mandat       | Identité             | Nuance | Nuance | Qualité |
| ---------------- | ---------------- | ------ | ------------ | -------------------- | ------ | ------ | --- |
| 2015             | 2021             | 2015   | 2021         | Élisabeth Guyard     |        | LR     | Ingénieure Maire-adjointe de Fourqueux |
| 2015             | 2021             | 2015   | 2016 (décès) | Philippe Pivert      |        | UDI    | Sportif de haut niveau, enseignant Maire-adjoint de Saint-Germain-en-Laye (2001-2016) Ancien conseiller général du canton de Saint-Germain-en-Laye-Sud (2011-2015) |
| 2015             | 2021             | 2016   | 2021         | Jean-Noël Amadéi     |        | LR     | Professeur Premier Maire-adjoint du Pecq |
| 2021             | 2028             | 2021   | en cours     | Gwendoline Desforges |        | LR     | Maire-Adjointe du Pecq |
| 2021             | 2028             | 2021   | en cours     | Arnaud Péricard      |        | HOR    | Avocat Maire de Saint-Germain-en-Laye (depuis 2017) |

### Résultats détaillés

#### Élections de mars 2015
Lors des  élections départementales de 2015, cinq binomes sont en lice au premier tour, : 
- Thibaud Eychenne et Angeline Silly (PS)
- Élisabeth Guyard (UMP) et Philippe Pivert (UDI)
- Didier Rouxel et Laurence Toulemonde (FN)
- Julien Gourdel et Jennifer Néant (Debout la France)
- Dimitri Debord (FG) et Blandine Rhône (PCF).

À l'issue du 1er tour des élections départementales de 2015, deux binômes sont en ballottage : Elisabeth Guyard et Philippe Pivert (Union de la Droite, 52,66 %) et Thibaud Eychenne et Angéline Silly (PS, 19,75 %), car, les premiers, bien que majoritaires, n'ont pas franchi la barre de 25% des inscrits qui aurait assuré leur élection dès le 1er tour. Le taux de participation est de 43,87 % (23 507 votants sur 53 584 inscrits), contre 45,34 % au niveau départemental et 50,17 % au niveau national.
Au second tour, Élisabeth Guyard et Philippe Pivert (Union de la Droite) sont élus avec 73,16 % des suffrages exprimés et un taux de participation de 38,54 % (14 148 voix pour 20 648 votants et 53 576 inscrits).

#### Élections de juin 2021
Le premier tour des élections départementales de 2021 est marqué par un très faible taux de participation (33,26 % au niveau national). Dans le canton de Saint-Germain-en-Laye, ce taux de participation est de 36,1 % (18 516 votants sur 51 295 inscrits) contre 33,61 % au niveau départemental. À l'issue de ce premier tour, deux binômes sont en ballottage : Gwendoline Desforges et Arnaud Péricard (DVD, 61,82 %) et Alicia Castigliego et Keyne Richard (Union à gauche avec des écologistes, 22,6 %).
Le second tour des élections est marqué une nouvelle fois par une abstention massive équivalente au premier tour. Les taux de participation sont de 34,36 % au niveau national, 35,23 % dans le département et 37,41 % dans le canton de Saint-Germain-en-Laye. Gwendoline Desforges et Arnaud Péricard (DVD) sont élus avec 74,37 % des suffrages exprimés (13 548 voix pour 19 197 votants et 51 311 inscrits),,.

## Composition

### Composition avant 1964
Le canton regroupait treize communes.
- Achères
- Aigremont
- Chambourcy
- Chatou
- Croissy-sur-Seine
- Fourqueux
- Le Pecq
- Le Vésinet
- Mareil-Marly
- Montesson
- Le Mesnil-le-Roi
- Maisons-sur-Seine
- Saint-Germain-en-Laye

### Composition de 1964 à 1967
Le canton regroupait sept communes.
- Achères
- Aigremont
- Chambourcy
- Fourqueux
- Le Pecq
- Mareil-Marly
- Saint-Germain-en-Laye

### Composition depuis 2015
Lors du redécoupage de 2014, le canton comprenait sept communes entières.
À la suite de la création de la commune nouvelle de Saint-Germain-en-Laye au 1er janvier 2019, le canton comprend désormais six communes entières.
| Nom                                           | Code Insee | Intercommunalité                  | Superficie (km2) | Population (dernière pop. légale) | Densité (hab./km2) | Modifier                                    |
| --------------------------------------------- | ---------- | --------------------------------- | ---------------- | --------------------------------- | ------------------ | ------------------------------------------- |
| Saint-Germain-en-Laye (bureau centralisateur) | 78551      | CA Saint Germain Boucles de Seine | 51,94            | 45 286 (2022)                     | 872                | modifier les données · modifier les données |
| Aigremont                                     | 78007      | CA Saint Germain Boucles de Seine | 3,00             | 1 082 (2022)                      | 361                | modifier les données · modifier les données |
| Chambourcy                                    | 78133      | CA Saint Germain Boucles de Seine | 7,87             | 5 826 (2022)                      | 740                | modifier les données · modifier les données |
| L'Étang-la-Ville                              | 78224      | CA Saint Germain Boucles de Seine | 5,38             | 4 915 (2022)                      | 914                | modifier les données · modifier les données |
| Mareil-Marly                                  | 78367      | CA Saint Germain Boucles de Seine | 1,77             | 3 984 (2022)                      | 2 251              | modifier les données · modifier les données |
| Le Pecq                                       | 78481      | CA Saint Germain Boucles de Seine | 2,84             | 15 858 (2022)                     | 5 584              | modifier les données · modifier les données |
| Canton de Saint-Germain-en-Laye               | 7816       |                                   | 72,80            | 76 951 (2022)                     | 1 057              | modifier les données                        |

## Démographie
En 2022, le canton comptait 76 951 habitants, en évolution de +3,07 % par rapport à 2016 (Yvelines : +2,72 %, France hors Mayotte : +2,11 %).
| 2013   | 2018   | 2022   |
| ------ | ------ | ------ |
| 75 080 | 75 292 | 76 951 |